# Mogura no Uta
Mogura no Uta (土竜の唄, Le Chant de la taupe) est un manga japonais écrit par Noboru Takahashi (ja). Il a été publié par Shogakukan dans le magazine Weekly Young Sunday de 2005 à 2008, et ensuite dans Big Comic Spirits à partir de 2008. Une première adaption en film a été réalisée en 2013 sous le nomThe Mole Song: Undercover Agent Reiji et une deuxième en 2016  avec pur nom,The Mole Song: Hong Kong Capriccio.
En mai 2023, plus de 10 millions d'exemplaires ont été vendus. En 2014, Mogura no Uta a remporté le 59e prix Shogakukan Manga dans la catégorie générale.

## Résumé
Reiji Kikukawa, un jeune homme excentrique et encore vierge, a réussi à rejoindre la police. Restant dans une position de simple agent au bas de l'échelle, Reiji est un jour licencié. En réalité, ce licenciement cache une tout autre mission, car on propose à Reiji de devenir un agent infiltré, autrement dit une « taupe ».
Le manga a été adapté en film live-action intitulé The Mole Song: Undercover Agent Reiji, réalisé par Takashi Miike et sorti au Japon le 15 février 2014,,. Miike a également réalisé les suites The Mole Song: Hong Kong Capriccio (2016) et The Mole Song: Final (2021).
Mogura no Uta a remporté le 59e prix Shogakukan Manga dans la catégorie générale en 2014. Le manga comptait plus de 6,5 millions d'exemplaires vendus en janvier 2016 ; et plus de 10 millions d'exemplaires vendus en mai 2023.